# 得月楼

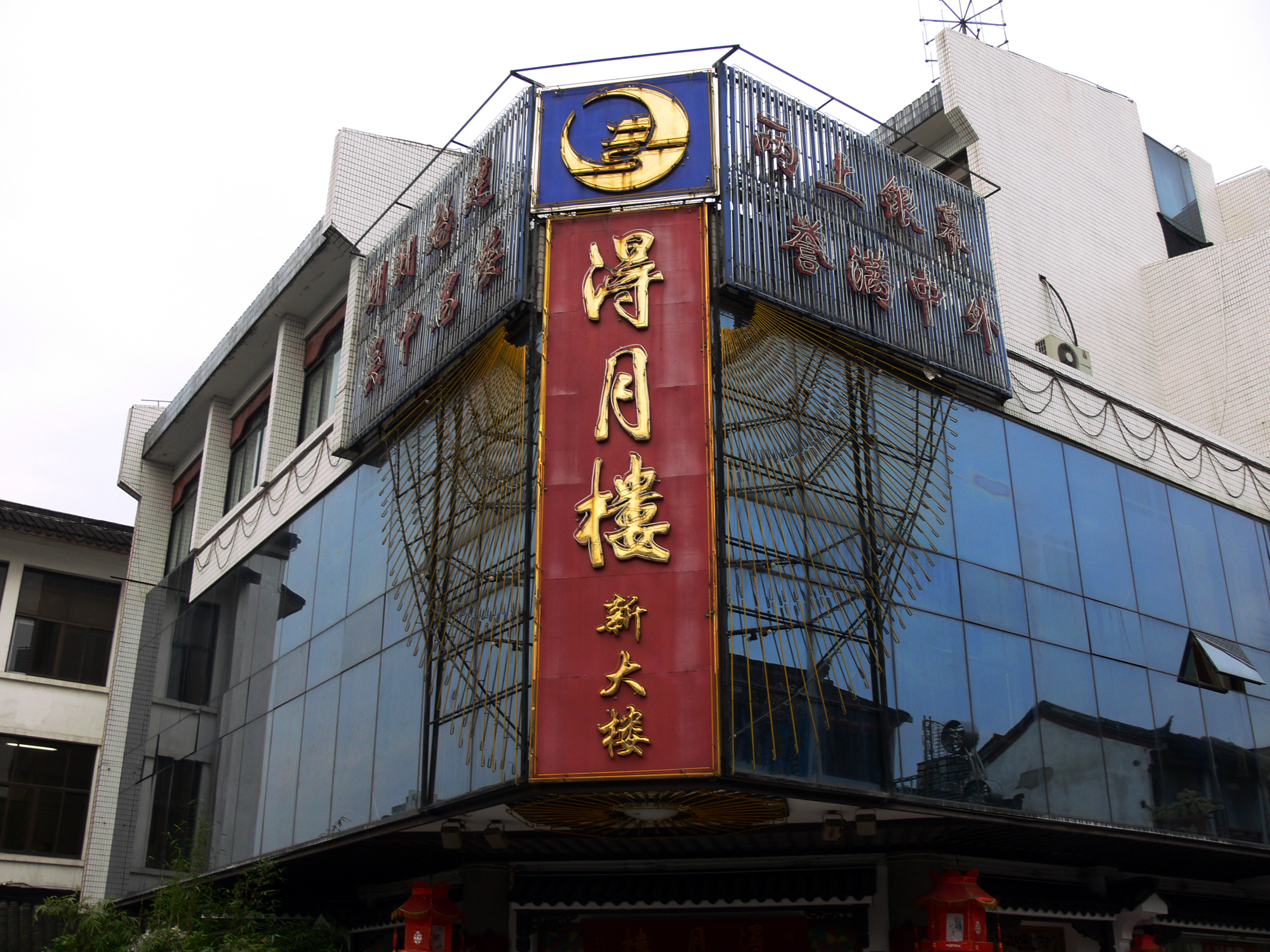
得月楼新大楼（现已停业）

得月楼是一家源于苏州、专营苏帮菜的餐饮名店，创建于明代嘉靖年间。总店位于苏州市姑苏区太监弄43号。

## 历史
得月楼创建于明代嘉靖年间，老店位于苏州虎丘半塘野芳浜口，此后被拆除。1963年电影《满意不满意》中以当时并不存在的得月楼为故事背景。1982年4月25日，有关部门在苏州观前街太监弄恢复得月楼，其门面建筑在1986年被评为苏州十大建筑之一。
1991年，得月楼被中华人民共和国国内贸易部（现商务部）授牌“中华老字号”，2006年在中华人民共和国商务部的重新评选中再次被评定为“中华老字号”。2008年被苏州市工商局认定为“苏州市知名商标”，2009年被苏州市人民政府授予“苏州市知名字号”，2011年被江苏省工商行政管理局评为“江苏省著名商标”。
1999年，得月楼获租太监弄大三元饭店10年经营权，将其改名为得月楼新大楼并开始营业。2007年、2014年，得月楼又相继在工业园区李公堤和木渎影视城开出分店。
2010年，得月楼入驻上海世博会世博园的中华美食区，为唯一代表江苏入驻的传统名店，也是全国唯一一家同时亮相八大菜系区和中华小吃区的饭店。
2011年，得月楼在上海福建中路开出苏州以外的第一家分店，一年不到就因经营状况不佳而关门歇业。
2012年，得月楼诉讼武汉新俊得月楼商标侵权案宣判，苏州得月楼获赔10万元。
2015年，得月楼获评中国商业联合会“中华老字号传承创新”奖项，并进入教育部“职业教育民族文化传承与创新教学资源库中华老字号子库”第一批名单。
2016年，得月楼吞并太监弄内与其相邻的王四酒家店面，并开始整体翻建，预计翻建后服务能力可以提升一倍。

## 分店

### 营业中
- 观前店：位于苏州市姑苏区太监弄43号、31号。
- 李公堤店：位于苏州工业园区李公堤路8、10、12、16、18、20、22、26号。
- 木渎店：位于苏州市吴中区木渎镇国际影视城。

### 已停业
- 新大楼：位于观前店对面，原大三元饭店，于1999年租与得月楼经营，到期后已停业。
- 上海世博店：位于上海世博会世博园的中华美食区，于2010年世博会期间开放。
- 上海福建中路店：位于上海市福建中路353号，2011年3月16日开业，目前已停业。

## 知名菜品
得月楼保持了苏州菜炖、焖、煨、焐等传统技艺，每年供应各种菜肴近300个品种，部分菜品只有按季节供应。
- 姑苏之韵（画宴）
- 樱桃汁肉
- 美味酱方
- 松鼠桂鱼
- 苏式酱鸭
- 得月童鸡
- 白汁鼋菜
- 西瓜鸡
- 响油鳝糊
- 精蒸鲥鱼
- 荷叶粉蒸肉
- 清溜手剥虾仁
- 蟹粉豆腐
- 枣泥拉糕
- 刺猬小包
- 鲃肺汤
- 苏式小方糕
- 碧螺虾仁
- 蜜汁火方
- 香酥湖鸭
- 甫里鸭羹
- 苏式熏鱼

## 荣誉
- 国家特级酒家
- 全国绿色餐饮企业
- 中国地方特色菜（宴）金奖
- 上海世博会期间，曾获得“服务世博名特菜点”荣誉。
- 江苏省十佳特色餐饮名店

## 相关影视作品
- 1963年的电影《满意不满意》中首次提到了“得月楼”这个名称[11]。而后1983年的电影《小小得月楼》即在得月楼拍摄，《小小得月楼》还成为1984年全国十大卖座片之冠。
- 2014年播出的纪录片《舌尖上的中国》（第二季）第二集中，亮相的糯米卷、苏式小方糕等苏式点心均出自得月楼[12]。
- 2018年播出的纪录片《舌尖上的中国》（第三季）第五集中，得月楼的两代掌门亮相，通过一道松鼠桂鱼讲述了苏州文化的传承[13]。